# Sturmgeschütz-Brigade 190
De Sturmgeschütz-Abteilung 190 / Sturmgeschütz-Abteilung 190 / leichte Sturmgeschütz-Brigade 190 was tijdens de Tweede Wereldoorlog een Duitse Sturmgeschütz-eenheid van de Wehrmacht ter grootte van een afdeling, uitgerust met gemechaniseerd geschut. Deze eenheid was een zogenaamde Heerestruppe, d.w.z. niet direct toegewezen aan een divisie, maar ressorterend onder een hoger commando, zoals een legerkorps of leger.
Deze Sturmgeschütz-eenheid kwam in actie in de Balkanveldtocht in april 1941 en daarna tot het eind van de oorlog aan het oostfront, eerst in de zuidelijke sector en vanaf 1943 in de centrale sector. De eenheid capituleerde in Oost-Pruisen.

## Krijgsgeschiedenis

### Sturmartillerie-Abteilung 190
De Sturmartillerie-Abteilung 190 werd op 1 oktober 1940 in Jüterbog opgericht en was op 15 november 1940 gevechtsklaar. Op 26 november 1940 werd de Abteilung per spoor naar Frankrijk vervoerd en kwam per 29 november onder bevel van de 72e Infanteriedivisie in Lure. Hier ging de training verder. Op 7 januari 1941 werd de Abteilung weer ingeladen en naar Balaci in Roemenië verplaatst.
Op 7 februari 1941 werd de Abteilung daar omgedoopt in Sturmgeschütz-Abteilung 190.

### Sturmgeschütz-Abteilung 190
De Abteilung verplaatste zich op 4 maart 1941 naar Bulgarije. Van hieruit nam de Abteilung deel aan de Balkanveldtocht vanaf 6 april en in samenwerking met de 50e Infanteriedivisie werd de Griekse grensverdediging doorbroken. Vanaf 12 april toegewezen aan de 2e Pantserdivisie, volgde een opmars via Saloniki, de Olympus en Thermopylae tot aan Thebe. Van hieruit werd de Abteilung terug verplaatst naar Roemenië en kwam onder bevel van het 11e Leger voor de aanval op de Sovjet-Unie. De 1e Batterij werd toegevoegd aan het 30e Legerkorps en de 2e en 3e Batterij aan het 11e Legerkorps. Pas op 18 augustus werd de Abteilung weer verenigd, nu onder bevel van de 22e Infanteriedivisie. Op 31 augustus werd gevochten rondom Malaya-Kachowka. Tot 20 september was de Abteilung toegewezen aan het 30e Legerkorps. Voor de aanval op de Landengte van Perekop werd de Abteilung toegewezen aan het 54e Legerkorps. Van 24 september tot 15 oktober (met een korte ingreep in gevechten bij Marioepol tussendoor) werd hard gevochten om de doorbraak te kunnen bereiken, maar daarna volgde een snelle opmars naar de vesting Sebastopol, maar deze kon niet snel ingenomen worden. In het voorjaar van 1942 werd de Abteilung ook ingezet tegen partizanen. Op 8 mei 1942 volgde de Operatie Trappenjagd op het schiereiland Kertsj, durend tot 20 mei 1942. Van 7 tot eind juni werd deelgenomen aan de inname van Sebastopol. Na een rustpauze op de Krim tot 22 juli werd de Abteilung naar het gebied rond Koersk verplaats, naar het 2e Leger. Van hieruit volgde een opmars naar Voronezj. De volgende maanden vocht de Abteilung hier in het gelijknamige bruggenhoofd. Toen het Rode Leger medio januari 1943 weer offensief werd, lukte het de Abteilung om het 2e Hongaarse Leger bij te staan rond Ostrogozhsk en uiteindelijk een linie te vormen aan de Oskol. Medio februari 1943 werd de Abteilung uit het front gehaald en terug verplaatst naar Jüterbog voor een opfrissing.
Op 1 april 1943 werd de Abteilung omgedoopt in leichte Sturmgeschütz-Abteilung 190.

### Leichte Sturmgeschütz-Abteilung 190
Al op 23 juni 1943 werd de Abteilung terug naar het oostfront verplaatst, naar Gomel. Op 14 juli volgde een verplaatsing naar Karatsjev, waar de Abteilung onder bevel kwam van het 4e Leger, toegevoegd aan de 211e Infanteriedivisie en de 5e Pantserdivisie, die beide in zware gevechten verwikkeld waren. Vanaf begin november 1943 volgde een inzet rond Vitebsk onder het 3e Pantserleger, met in december 1943 de 1e winterslag om Vitebsk en in februari 1944 de 2e winterslag.
Op 14 januari 1944 werd de Abteilung omgedoopt in leichte Sturmgeschütz-Brigade 190.

### Leichte Sturmgeschütz-Brigade 190
De brigade werd op 25 februari verplaatst naar Chełm, om vanuit daar het ingesloten Kovel te ontzetten, hetgeen na zware gevechten met grote verliezen lukte. Op 26 mei werd de brigade naar het gebied ten oosten van Mogilev verplaatst en werd daar in juni 1944 door het Sovjet zomeroffensief getroffen en al snel tot de terugtocht gedwongen. De Berezina werd onder zware gevechten overgestoken. Op 27 juli 1944 bereikten slechts resten van de brigade de Duitse linies, waarna deze verzameld werden rond in Lyck in Oost-Pruisen. De eenheid werd verplaatst naar Brest-Litovsk, waar langs de Narew tot 9 november zware defensieve gevechten volgden. Op 14 januari 1945 begin het Sovjet winteroffensief, waardoor de brigade teruggedrongen werd. Rond Graudenz werd kort een bruggenhoofd aan de Weichsel gehouden. Daarna volgde een terugtocht naar Danzig, dat op 26 maart opgegeven werd. Vervolgens werd overgestoken naar het schiereiland Hela.

### Einde
De leichte Sturmgeschütz-Brigade 190 capituleerde op 8 mei 1945 op Hela. Een groep van 120 man kon per schip naar Zweden komen en deze werden geïnterneerd, maar werden in november 1945 aan de Sovjets uitgeleverd. Zo’n 150 man ontkwamen per schip naar Kiel en werden door de Britten gevangen genomen. De rest kwam in Sovjet krijgsgevangenschap.

## Samenstelling
- Staf
- 1e Batterij
- 2e Batterij
- 3e Batterij

## Commandanten
| Rang                                        | Naam             | Begin              | Eind               |
| ------------------------------------------- | ---------------- | ------------------ | ------------------ |
| Major Oberstleutnant vanaf 12 november 1940 | Hans-Achim Haupt | 1 oktober 1940     | 4 september 1941 † |
| Oberleutnant                                | Reinhard Naether | 4 september 1941   | 29 september 1941  |
| Major                                       | Hans Voigt       | 29 september 1941  | oktober 1941       |
| Hauptmann                                   | Kurt Möhring     | oktober 1941       | december 1941      |
| Hauptmann Major vanaf 3 september 1942      | Gerhard Peitz    | eind december 1941 | 22 januari 1943    |
| Hauptmann                                   | Uwe Caesar       | juni 1942          | juli 1942          |
| Oberleutnant                                | Roth             | december 1942      | medio januari 1943 |
| Hauptmann                                   | Heinz Wersig     | maart 1943         | september 1943     |
| Hauptmann                                   | Dieter Bender    | september 1943     | oktober 1943       |
| Major                                       | Wilhelm Kröhne   | 6 oktober 1943     | 8 mei 1945         |

Hauptmann Caesar was slecht tijdelijk commandant, bij afwezigheid van Hauptmann Peitz. Oberstleutnant Roth was plaatsvervanger voor Major Peitz tijdens diens verlof. Major Peitz was net terug van verlof, raakte zwaargewond en viel in Sovjet handen, maar werd weer bevrijd door zijn eigen 3e Batterij. Hauptmann Wersig en zijn hele bemanning raakten zwaargewond bij Doechovsjtsjina.